# إف سي موسكو
أف سي موسكو (بالإنجليزية: FC Moscow) هو فريق كرة قدم من مدينة موسكو في روسيا، أُسس بتاريخ 1997، يلعب في الدوري الروسي الممتاز، في Eduard Streltsov Stadium ‏، يدرب النادي Igor Zvezdin ‏.

## وصلات خارجية
- صفحة بيانات أف سي موسكو على موقع كووورة، تاريخ الوصول: 22 سبتمبر 2018.